# Jürgen Simon
Jürgen Simon (n. 10 ianuarie 1938, Gera, Germania – d. 26 octombrie 2003, Quirla, Turingia, Germania) a fost un ciclist german, medaliat olimpic. A participat la o ediție a Jocurilor Olimpice (1960) în care a câștigat o medalie de argint.

## Participări
Lista de mai jos prezintă principalele competiții la care a participat Jürgen Simon de-a lungul carierei.
- Ciclismo ai Giochi della XVII Olimpiade - Tandem[*]